# Ahed Tamimi
Ahed Tamimi (arabiska: عهد التميمي Ahad at-Tamīmī), född 31 januari 2001 på Västbanken, Palestina, är en palestinsk aktivist från byn Nabi Saleh på Västbanken, ungefär 20 km från Ramallah. Hon har blivit känd genom bilder och videor där hon konfronterar israeliska soldater, bland annat efter att hon i december 2017 häktades av israeliska myndigheter efter att ha örfilat en soldat för vilket hon fick ett fängelsestraff på åtta månader.
Redan vid elva års ålder berömdes Ahed för sitt mod av den palestinske presidenten Mahmoud Abbas efter att hon försökt förhindra gripandet av sin mor i augusti 2012. Samma år fick hon en inbjudan att besöka Turkiets dåvarande premiärminister Erdoğan efter en viral video där hon konfronterar en israelisk soldat som arresterade hennes bror. 
Tamimi greps i november 2023, tre veckor efter terrorattacken den 7 oktober, för att ha skrivit att palestinier kommer “slakta” israeliska bosättare och “dricka ert blod”. Hon var sedan med på en lista av fångar som Israel utväxlade i slutet av november 2023 under Gazakriget.
En bok om henne: Ahed Tamimi — Flickan som slog tillbaks publicerats 2018 av Vaktel Förlag. 